# Ludowa Partia Monarchistyczna
Ludowa Partia Monarchistyczna (port. Partido Popular Monárquico, PPM) – nieduża portugalska monarchistyczna partia polityczna, posiadająca niewielkie znaczenie polityczne. Pretendent do tronu portugalskiego, Dom Duarte Pio, nie popiera jednak tego ugrupowania.
Została założona w 1974 roku przez grupę działaczy opozycyjnych, sprzeciwiających się reżimowemu Estado Novo. Partia posiada obecnie dwóch swoich przedstawicieli zasiadających w Zgromadzeniu Republiki (portugalskim parlamencie). Zostali oni wybrani z list Partii Socjaldemokratycznej, na mocy porozumienia z liderem tego ugrupowania, Pedro Santana Lopesem.
PPM nie była reprezentowana w parlamencie od czasu rozwiązania Sojuszu Demokratycznego, którego była częścią składową. W wyborach w 2009 roku osiągnęła 0,27% głosów. 
W 2008 roku monarchistom udało się wprowadzić jednego deputowanego do parlamentu autonomicznych Azorów.